# Фінікс Санз
«Фінікс Санз» (англ. Phoenix Suns) — професійна баскетбольна команда, заснована у 1968, розташована в місті Фінікс в штаті Аризона.  Команда є членом Тихоокеанського дивізіону Західної конференції Національної баскетбольної асоціації.
Домашнім майданчиком для «Санз» є Футпринт-центр.
За результатами Драфт 2013, до команди перейшов українець Олексій Лень.

## Статистика
В = Виграші, П = Програші, П% = Процент виграних матчів
| Сезон   | В    | П    | П%   | Плейоф                                                                                                  | Результати                                                                            |
| ------- | ---- | ---- | ---- | --- | ------------------------------------------------------------------------------------- |
| 1968-69 | 16   | 66   | .195 | |                                                                                       |
| 1969-70 | 39   | 43   | .476 | Програли в півфіналі дивізіону                                                                          | Лос-Анджелес 4, Фінікс 3                                                              |
| 1970-71 | 48   | 34   | .585 | |                                                                                       |
| 1971-72 | 49   | 33   | .598 | |                                                                                       |
| 1972-73 | 38   | 44   | .463 | |                                                                                       |
| 1973-74 | 30   | 52   | .366 | |                                                                                       |
| 1974-75 | 32   | 50   | .390 | |                                                                                       |
| 1975-76 | 42   | 40   | .512 | Виграли в півфіналі конференції Виграли в фіналі конференції Програли в фіналі                          | Фінікс 4, Сієтл 2 Фінікс 4, Голден-Стейт 3 Бостон 4, Фінікс 2                         |
| 1976-77 | 34   | 48   | .415 | |                                                                                       |
| 1977-78 | 49   | 33   | .598 | Програли в першому раунді                                                                               | Мілвокі 2, Фінікс 0                                                                   |
| 1978-79 | 50   | 32   | .610 | Виграли в першому раунді Виграли в півфіналі конференції Програли в фіналі конференції                  | Фінікс 2, Портленд 1 Фінікс 4, Канзас-Сіті 1 Сієтл 4, Фінікс 3                        |
| 1979-80 | 55   | 27   | .671 | Виграли в першому раунді Програли в півфіналі конференції                                               | Фінікс 2, Канзас-Сіті 1 Лос-Анджелес 4, Фінікс 1                                      |
| 1980-81 | 57   | 25   | .695 | Програли в півфіналі конференції                                                                        | Канзас-Сіті 4, Фінікс 3                                                               |
| 1981-82 | 46   | 36   | .561 | Виграли в першому раунді Програли в півфіналі конференції                                               | Фінікс 2, Денвер Наггетс 1 Лос-Анджелес 4, Фінікс 0                                   |
| 1982-83 | 53   | 29   | .646 | Програли в першому раунді                                                                               | Денвер Наггетс 2, Фінікс 1                                                            |
| 1983-84 | 41   | 41   | .500 | Виграли в першому раунді Виграли в півфіналі конференції Програли в фіналі конференції                  | Фінікс 3, Портленд 2 Фінікс 4, Юта 2 Лос-Анджелес 4, Фінікс 2                         |
| 1984-85 | 36   | 46   | .439 | Програли в першому раунді                                                                               | Лос-Анджелес 3, Фінікс 0                                                              |
| 1985-86 | 32   | 50   | .390 | |                                                                                       |
| 1986-87 | 36   | 46   | .439 | |                                                                                       |
| 1987-88 | 24   | 54   | .341 | |                                                                                       |
| 1988-89 | 55   | 27   | .671 | Виграли в першому раунді Виграли в півфіналі конференції Програли в фіналі конференції                  | Фінікс 3, Денвер Наггетс 0 Фінікс 4, Голден-Стейт 1 Лос-Анджелес 4, Фінікс 0          |
| 1989-90 | 54   | 28   | .659 | Виграли в першому раунді Виграли в півфіналі конференції Програли в фіналі конференції                  | Фінікс 3, Юта 2 Фінікс 4, Лос-Анджелес 1 Портленд 4, Фінікс 2                         |
| 1990-91 | 55   | 27   | .671 | Програли в першому раунді                                                                               | Юта 3, Фінікс 1                                                                       |
| 1991-92 | 53   | 29   | .646 | Виграли в першому раунді Програли в півфіналі конференції                                               | Фінікс 3, Сан-Антоніо 0 Портленд 4, Фінікс 1                                          |
| 1992-93 | 62   | 20   | .756 | Виграли в першому раунді Виграли в півфіналі конференції Виграли в фіналі конференції Програли в фіналі | Фінікс 3, Лос-Анджелес 2 Фінікс 4, Сан-Антоніо 2 Фінікс 4, Сієтл 3 Чикаго 4, Фінікс 2 |
| 1993-94 | 56   | 26   | .683 | Виграли в першому раунді Програли в півфіналі конференції                                               | Фінікс 3, Голден-Стейт 0 Х’юстон 4, Фінікс 3                                          |
| 1994-95 | 59   | 23   | .720 | Виграли в першому раунді Програли в півфіналі конференції                                               | Фінікс 3, Портленд 0 Х’юстон 4, Фінікс 3                                              |
| 1995-96 | 41   | 41   | .500 | Програли в першому раунді                                                                               | Сан-Антоніо 3, Фінікс 1                                                               |
| 1996-97 | 40   | 42   | .488 | Програли в першому раунді                                                                               | Сієтл 3, Фінікс 2                                                                     |
| 1997-98 | 56   | 26   | .683 | Програли в першому раунді                                                                               | Сан-Антоніо 3, Фінікс 1                                                               |
| 1998-99 | 27   | 23   | .540 | Програли в першому раунді                                                                               | Портленд 3, Фінікс 0                                                                  |
| 1999-00 | 53   | 29   | .646 | Виграли в першому раунді Програли в півфіналі конференції                                               | Фінікс 3, Сан-Антоніо 1 Лос-Анджелес 4, Фінікс 1                                      |
| 2000-01 | 51   | 31   | .623 | Програли в першому раунді                                                                               | Кінґс 3, Фінікс 1                                                                     |
| 2001-02 | 36   | 46   | .439 | |                                                                                       |
| 2002-03 | 44   | 38   | .537 | Програли в першому раунді                                                                               | Сан-Антоніо 4, Фінікс 2                                                               |
| 2003-04 | 29   | 53   | .354 | |                                                                                       |
| 2004-05 | 62   | 20   | .756 | Виграли в першому раунді Виграли в півфіналі конференції Програли в фіналі конференції                  | Фінікс 4, Мемфіс 0 Фінікс 4, Даллас 2 Сан-Антоніо 4, Фінікс 1                         |
| 2005-06 | 54   | 28   | .659 | Виграли в першому раунді Виграли в півфіналі конференції Програли в фіналі конференції                  | Фінікс 4, Лос-Анджелес 3 Фінікс 4, Лос-Анджелес 3 Фінікс 2, Даллас 4                  |
| 2006-07 | 61   | 21   | .744 | Виграли в першому раунді Програли в півфіналі конференції                                               | Фінікс 4, Лос-Анджелес 1 Фінікс 2, Сан-Антоніо 4                                      |
| 2007-08 | 55   | 27   | .671 | Програли в першому раунді                                                                               | Сан-Антоніо 4, Фінікс 1                                                               |
| 2008-09 | 46   | 36   | .561 | |                                                                                       |
| 2009-10 | 54   | 28   | .659 | Виграли в першому раунді Виграли в півфіналі конференції Програли в фіналі конференції                  | Фінікс 4, Портленд 2 Фінікс 4, Сан-Антоніо 0 Фінікс 2, Лос-Анджелес 4                 |
| 2010-11 | 40   | 42   | .488 | |                                                                                       |
| 2011-12 | 33   | 33   | .500 | |                                                                                       |
| Сума    | 1987 | 1573 | .558 | |                                                                                       |
| Плейоф  | 133  | 141  | .485 | |                                                                                       |